# Chérif Saâdane
Ahmed Cherif Saadane dit Chérif Saâdane (4 novembre 1893 à El-Ancer - 26 octobre 1948) fut un chef de file du mouvement national algérien et médecin. Accusé d'être l'un des responsables des massacres de Sétif, il est emprisonné dans la même cellule que Ferhat Abbas. À leur libération en 1946, ils fondent l’Union démocratique du manifeste algérien (UDMA). En juin, le parti obtient 11 des 13 sièges du deuxième collège à la seconde Assemblée constituante.

## Parcours
Issu de la tribu d’Ouled  Boufaha, commune d’El-Ancer, wilaya de Jijel, Cherif Saadane vit le jour le 4 novembre 1893. Il se déplaça  avec sa famille dans la ville de Batna, où il fréquenta l’école primaire. Il rejoindra par la suite la ville de Constantine, où il commence à prendre conscience en se familiarisant avec les discours des oulémas réformistes tels que Cheikh Saleh Benmehenna (mort en 1911), cheikh Abdelkader Mejaoui (mort en 1914), et le cheikh Abdelhamid Benbadis (mort en 1940). 
Après l’école primaire et le lycée, il obtint le baccalauréat qui lui permit de s’inscrire à la faculté de médecine d’Alger. Il poursuivit ses études à la faculté de médecine de Toulouse où il ne tarda pas à prendre conscience, en vivant au sein de la société française, de l’ampleur du crime commis par la France contre le peuple algérien, dont la condition le rapprocha plus de la condition animale qu’humaine. il conclut, comme le fit son ami, cheikh kheiredine, que le peuple algérien avait plus besoin d’une médecine de l’âme que d’une thérapie du corps.
De retour en Algérie en 1921, Docteur Saadane trouve un homme qui s’adresse à son peuple dans sa propre langue et l’appelle à être vigilant et à revendiquer  ses droits, après tous les sacrifices consentis pour cette France ingrate, notamment après la Première Guerre mondiale ; cet homme n’est autre que l’Emir Khaled, neveu de l’Emir Abdelkader.
Après six années passées dans un village des alentours de Annaba où il fut affecté, Docteur Saadane démissionna de ses fonctions et choisit de s’établir à Biskra en 1927. Il y ouvrit un cabinet médical qui ne tarda pas à devenir un refuge pour les pauvres, les démunis, les désespérés et les  victimes de l’injustice. Il prit sur lui de soigner les malades et soutenir les opprimés en agissant pour leur rendre justice ou du moins à crier au visage de leur oppresseurs.
Pendant ce temps, Biskra, bien que se trouvant sous le joug colonial, commence à connaitre la naissance du mouvement réformiste sous la houlette  des leaders comme Mohamed Lamine Lamoudi, Mohamed El Hadi Snoussi, Mohamed Laid Al Khalifa et Taibi El Okbi. A juste titre, le Journal El Chiheb décrit ce dernier en ces termes : « une personne à la science juste, à l’esprit sain, franche dans les causes justes, stricte en religion, très attachée à la Sunna, hostile à toute déviation, agréable dans le compagnonnage et sincère en amitié ».
En 1934, il est élu au conseil des travailleurs à Biskra. En 1936, il est représentant du Sud algérien en compagnie du professeur Amine Amoudi au sommet islamique à Paris. En 1945, il préside le sommet de "AHBAB AL BAYANE OUAL HOURIA" (Amis du Manifeste et de la Liberté). 
Il est arrêté en compagnie de Ferhat Abbas, et Bachir Ibrahimi lors du Massacres de Sétif et Guelma. Chérif Saâdane était l'adjoint de Ferhat Abbas.
En 1946, il se présente aux élections au Conseil de la République sur la liste du Manifeste. Les candidats réclament « une Algérie démocratique, (…) et une autonomie au sein de l'Union française ». Chérif Saadane est élu et rejoint aussitôt le groupe parlementaire UDMA du Conseil de la République.
Il est nommé à la Commission de l'intérieur.
Chérif Saadane dépose de nombreuses propositions de loi pendant son très court mandat. Presque toutes ont rapport à l'Algérie, que ce soit pour en faire un État associé, membre de l'Union française, ou pour réparer les torts matériels subis par les familles françaises et musulmanes lors du soulèvement de Sétif le 8 mai 1945. En août 1947, il prend également part à la discussion du projet de loi portant statut organique de l'Algérie dit « statut de 1947 ». Il dépose un amendement reconnaissant une République algérienne autonome.
En novembre 1947, Chérif Saadane démissionne de son siège au Conseil de la République.

## Œuvre
- Kyste fibro-conjonctif de la région testiculaire, Toulouse, 1923.